# Трипілля (сівозміна)

Схема сівозміни

Трипілля або трипільна сівозміна — застаріла система рільництва з трипільним чергуванням культур, типова для парової системи землеробства часів феодалізму.

## Означення
Трипілля передбачає поділ землі на три частини (клини) з чергуванням на них культур. Зазвичай, чергувалися озимі, ярі культури та пар. Має виражений зерновий напрямок, обов'язково пов'язувалося з тваринництвом. Родючість ґрунту відновлювали на паровому полі, котре здобрювали гноєм та обробляли для знищення бур'янів і закриття вологи. Восени на пару висівали озимі культури (жито чи пшеницю), після них — ярі. Розорані торік луки в першу частину літа використовували як пасовища, проводячи подальший обробіток пізнім літом. За етнографічними даними, навесні розорювали першу частину поля, котру засівали ярими культурами, влітку орали пар, а восени орали ділянку під озимі.

## Історія
Запровадження сівозмін запобігало передчасному виснаженню ґрунтів. В результаті подальшого скорочення перебування землі під паром двопільна система розвинулася в трипілля. Виникла в другій половині I тисячоліття, зайнявши панівні позиції в рільництві кінця ранньої залізної доби. Із запровадженням трипілля відбулося поступове витіснення перелогового та підсічного землеробства. Поступово витіснена паропросапними та плодозмінними сівозмінами.